# Арханское (Тверская область)
Арханское — деревня в Сандовском муниципальном округе Тверской области России. 

## География
Находится в 30 километрах от районного центра — Сандово. Деревня расположена на горе, под которой протекает река Белая. На территории Арханского есть пруд и родник.

## История
Изначально деревня Арханское была селом Архангельским, названным так по имени находящейся в ней церкви Михаила Архангела. Точное время не только строительства первой в селе церкви, но и формирования его самого не известны.
Самое раннее упоминание на картах о деревне под названием Архангельское относится к 1792 году. На французских картах 1812 года она также указана. Однако, на поверстовых картах Александра Ивановича Менде 1853 года деревня в 15 дворов называется Арханское.
Территория Арханского относилась к землям Краснохолмского Антониева монастыря. После проведённой 26 февраля (8 марта) 1764 года Екатериной II секуляризации монастырских земель крестьяне, ранее относившиеся к монастырю, вошли в число экономических, деревня Арханское стала удельной. Для управления бывшими крепостными Антониева монастырь в деревне Арханское был создан Арханский приказ Весьегонского уезда.
В Арханском до революции действовало казённое (волостное) училище, основанное приблизительно в 1858 году. Обучение в училище длилось год. Число учеников было сравнительно небольшим (например, в 1856 году, их было 19). После отмены крепостного права волостное училище в Арханском стало в 1885 году земской школой. В 1916 году училище в Арханском стало с двухлетним обучением.
В 1896 году при Арханском волостном правлении открыта бесплатная народна библиотека-читальня.
Развитие земств привело к улучшению оказания медицинской помощи. В Весьегонском уезде было создано пять врачебных участков. Арханское входило в ведение Кесемского врачебного участка.
После ликвидации Арханского приказа деревня осталась центром Арханской волости Весьегонского уезда. 
После революции 21 января 1918 года в Арханской волости была окончательно установлена Советская власть  организован волостной совет. 
В 1924 году Арханская волость была упразднена, а её территория включена в состав Сандовской волости. Впоследствии был образован Арханский сельсовет (с центром в одноимённом селе) Сандовского района. 
В 1929 году в Арханском был организован колхоз имени Кирова.
С 1929 года деревня являлась центром Арханского сельсовета Сандовского района Бежецкого округа Московской области, с 1935 года — в составе Калининской области, с 1954 года — в составе Топоровского сельсовета, с 2005 года — в составе Топоровского сельского поселения, с 2020 года — в составе Сандовского муниципального округа. 

## Население
| 1859 | 1889 | 2010 |
| ---- | ---- | ---- |
| 103  | ↘100 | ↘19  |

## Достопримечательности
На горе стоит здание однопрестольной деревянной православной церкви Михаила Архангела (Михайловская церковь) с апсидой и трапезной, построенной в 1842 году. Росписей в церкви не было. До революции 1917 года к церковному приходу относились 16 деревень. В настоящее время храм не действует, здание церкви находится в аварийном состоянии. Рядом с храмом находится кладбище. 
После Октябрьской революции церковь была закрыта, а здание использовалось в качестве сельского клуба или школы, а также общежития для рабочих. Позже школу перенесли на середину деревни, где помимо неё располагалось правление и сельский клуб. 

## Инфраструктура
Деревня является малонаселённой, разделение на улицы в ней отсутствует. Стационарных магазинов в Арханском также нет, торговля продовольственными и непродовольственными товарами ведётся передвижными средствами развозной торговли.